# آنری فن
آنری فن (فرانسوی: Henri Fin‎؛ زادهٔ ۲۰ مارس ۱۹۵۰) دوچرخه‌سوار اهل فرانسه است.